# Aïssa Laïdouni
Aïssa Bilal Laïdouni (Montfermeil, 13 dicembre 1996) è un calciatore francese naturalizzato tunisino, difensore dell'Al-Wakrah e della nazionale tunisina.

## Carriera

### Club
Cresciuto nel settore giovanile dell'Angers, ha esordito in prima squadra il 2 aprile 2016 disputando l'incontro di Ligue 1 vinto 0-1 contro il Troyes.

### Nazionale
Laïdouni è nato in Francia ed ha origini algerine e tunisine. Il 19 marzo 2021 ha ricevuto la sua prima convocazione dalla nazionale tunisina. Il 25 marzo 2021 esordisce in nazionale contro la Libia nelle qualificazioni alla Coppa delle nazioni africane 2021.

## Statistiche

### Presenze e reti nei club
Statistiche aggiornate al 25 ottobre 2023.
| Stagione             | Squadra              | Campionato           | Campionato | Campionato | Coppe nazionali | Coppe nazionali | Coppe nazionali | Coppe continentali | Coppe continentali | Coppe continentali | Altre coppe | Altre coppe | Altre coppe | Totale | Totale |
| Stagione             | Squadra              | Comp                 | Pres       | Reti       | Comp            | Pres            | Reti            | Comp               | Pres               | Reti               | Comp        | Pres        | Reti        | Pres   | Reti   |
| -------------------- | -------------------- | -------------------- | ---------- | ---------- | --------------- | --------------- | --------------- | ------------------ | ------------------ | ------------------ | ----------- | ----------- | ----------- | ------ | ------ |
| 2014-2015            | Angers 2             | CFA2                 | 6          | 1          |                 | -               | -               |                    | -                  | -                  |             | -           | -           | 6      | 1      |
| 2015-2016            | Angers 2             | CFA2                 | 21         | 1          |                 | -               | -               |                    | -                  | -                  |             | -           | -           | 21     | 1      |
| ago.-set. 2016       | Angers 2             | CFA2                 | 3          | 0          |                 | -               | -               |                    | -                  | -                  |             | -           | -           | 3      | 0      |
| Totale Angers 2      | Totale Angers 2      | Totale Angers 2      | 30         | 2          |                 | -               | -               |                    | -                  | -                  |             | -           | -           | 30     | 2      |
| apr. 2016            | Angers               | L1                   | 1          | 0          |                 | -               | -               |                    | -                  | -                  |             | -           | -           | 1      | 0      |
| set. 2016-2017       | Les Herbiers         | N                    | 27         | 1          | CF              | 3               | 0               |                    | -                  | -                  |             | -           | -           | 30     | 1      |
| ago. 2017            | Angers 2             | N3                   | 2          | 2          |                 | -               | -               |                    | -                  | -                  |             | -           | -           | 2      | 2      |
| 2017-2018            | Chambly              | N                    | 18         | 2          | CF              | 1               | 0               |                    | -                  | -                  |             | -           | -           | 19     | 2      |
| feb.-mar. 2018       | Chambly 2            | N3                   | 2          | 0          |                 | -               | -               |                    | -                  | -                  |             | -           | -           | 2      | 0      |
| 2018-2019            | Voluntari            | L1                   | 29         | 6          | CR              | 2               | 0               |                    | -                  | -                  |             | -           | -           | 31     | 6      |
| 2019-2020            | Voluntari            | L1                   | 23         | 1          | CR              | 1               | 0               |                    | -                  | -                  |             | -           | -           | 24     | 1      |
| Totale Voluntari     | Totale Voluntari     | Totale Voluntari     | 52         | 7          |                 | 3               | 0               |                    | -                  | -                  |             | -           | -           | 55     | 7      |
| 2020-2021            | Ferencváros          | NB1                  | 27         | 3          | CU              | 1               | 0               | UCL                | 3+5                | 0                  |             | -           | -           | 36     | 3      |
| 2021-2022            | Ferencváros          | NB1                  | 27         | 3          | CU              | 5               | 0               | UCL+UEL            | 4+5                | 0+1                |             | -           | -           | 41     | 4      |
| 2022-gen.2023        | Ferencváros          | NB1                  | 10         | 0          | CU              | 1               | 0               | UCL+UEL            | 6+7                | 2+0                |             | -           | -           | 24     | 2      |
| Totale Ferencváros   | Totale Ferencváros   | Totale Ferencváros   | 64         | 6          |                 | 7               | 0               |                    | 30                 | 3                  |             | -           | -           | 101    | 9      |
| gen.-giu.2023        | Union Berlino        | BL                   | 14         | 2          | CG              | 1               | 0               | UEL                | 4                  | 0                  | -           | -           | -           | 19     | 2      |
| 2023-2024            | Union Berlino        | BL                   | 8          | 0          | CG              | 1               | 0               | UCL                | 3                  | 0                  | -           | -           | -           | 12     | 0      |
| Totale Union Berlino | Totale Union Berlino | Totale Union Berlino | 22         | 2          |                 | 2               | 0               |                    | 7                  | 0                  |             | -           | -           | 31     | 2      |
| Totale carriera      | Totale carriera      | Totale carriera      | 218        | 22         |                 | 14              | 0               |                    | 37                 | 3                  |             | -           | -           | 271    | 25     |

### Cronologia presenze e reti in nazionale
| Cronologia completa delle presenze e delle reti in nazionale ― Tunisia | Cronologia completa delle presenze e delle reti in nazionale ― Tunisia | Cronologia completa delle presenze e delle reti in nazionale ― Tunisia | Cronologia completa delle presenze e delle reti in nazionale ― Tunisia | Cronologia completa delle presenze e delle reti in nazionale ― Tunisia | Cronologia completa delle presenze e delle reti in nazionale ― Tunisia | Cronologia completa delle presenze e delle reti in nazionale ― Tunisia | Cronologia completa delle presenze e delle reti in nazionale ― Tunisia |
| Data                                                                   | Città                                                                  | In casa                                                                | Risultato                                                              | Ospiti                                                                 | Competizione                                                           | Reti                                                                   | Note                                                                   |
| ---------------------------------------------------------------------- | ---------------------------------------------------------------------- | ---------------------------------------------------------------------- | ---------------------------------------------------------------------- | ---------------------------------------------------------------------- | ---------------------------------------------------------------------- | ---------------------------------------------------------------------- | ---------------------------------------------------------------------- |
| 25-3-2021                                                              | Bengasi                                                                | Libia                                                                  | 2 – 5                                                                  | Tunisia                                                                | Qual. Coppa d'Africa 2021                                              | -                                                                      | 77’                                                                    |
| 28-3-2021                                                              | Radès                                                                  | Tunisia                                                                | 2 – 1                                                                  | Guinea Equatoriale                                                     | Qual. Coppa d'Africa 2021                                              | -                                                                      | 62’                                                                    |
| 5-6-2021                                                               | Radès                                                                  | Tunisia                                                                | 1 – 0                                                                  | RD del Congo                                                           | Amichevole                                                             | -                                                                      |                                                                        |
| 11-6-2021                                                              | Radès                                                                  | Tunisia                                                                | 0 – 2                                                                  | Algeria                                                                | Amichevole                                                             | -                                                                      |                                                                        |
| 15-6-2021                                                              | Radès                                                                  | Tunisia                                                                | 1 – 0                                                                  | Mali                                                                   | Amichevole                                                             | -                                                                      | 65’ 81’                                                                |
| 3-9-2021                                                               | Radès                                                                  | Tunisia                                                                | 3 – 0                                                                  | Guinea Equatoriale                                                     | Qual. Mondiali 2022                                                    | -                                                                      | 68’                                                                    |
| 7-9-2021                                                               | Ndola                                                                  | Zambia                                                                 | 0 – 2                                                                  | Tunisia                                                                | Qual. Mondiali 2022                                                    | -                                                                      | 87’ 89’                                                                |
| 7-10-2021                                                              | Radès                                                                  | Tunisia                                                                | 3 – 0                                                                  | Mauritania                                                             | Qual. Mondiali 2022                                                    | -                                                                      |                                                                        |
| 10-10-2021                                                             | Nouakchott                                                             | Mauritania                                                             | 0 – 0                                                                  | Tunisia                                                                | Qual. Mondiali 2022                                                    | -                                                                      |                                                                        |
| 13-11-2021                                                             | Malabo                                                                 | Guinea Equatoriale                                                     | 1 – 0                                                                  | Tunisia                                                                | Qual. Mondiali 2022                                                    | -                                                                      | 89’                                                                    |
| 16-11-2021                                                             | Tunisi                                                                 | Tunisia                                                                | 3 – 1                                                                  | Zambia                                                                 | Qual. Mondiali 2022                                                    | 1                                                                      |                                                                        |
| 12-1-2022                                                              | Limbe                                                                  | Tunisia                                                                | 0 – 1                                                                  | Mali                                                                   | Coppa d'Africa 2021 - 1º turno                                         | -                                                                      | 67’                                                                    |
| 16-1-2022                                                              | Limbe                                                                  | Tunisia                                                                | 4 – 0                                                                  | Mauritania                                                             | Coppa d'Africa 2021 - 1º turno                                         | -                                                                      | 71’                                                                    |
| 20-1-2022                                                              | Limbe                                                                  | Gambia                                                                 | 1 – 0                                                                  | Tunisia                                                                | Coppa d'Africa 2021 - 1º turno                                         | -                                                                      |                                                                        |
| 23-1-2022                                                              | Garoua                                                                 | Nigeria                                                                | 0 – 1                                                                  | Tunisia                                                                | Coppa d'Africa 2021 - Ottavi di finale                                 | -                                                                      | 53’                                                                    |
| 29-1-2022                                                              | Garoua                                                                 | Burkina Faso                                                           | 1 – 0                                                                  | Tunisia                                                                | Coppa d'Africa 2021 - Quarti di finale                                 | -                                                                      | 47’                                                                    |
| 25-3-2022                                                              | Bamako                                                                 | Mali                                                                   | 0 – 1                                                                  | Tunisia                                                                | Qual. Mondiali 2022                                                    | -                                                                      |                                                                        |
| 29-3-2022                                                              | Radès                                                                  | Tunisia                                                                | 0 – 0                                                                  | Mali                                                                   | Qual. Mondiali 2022                                                    | -                                                                      |                                                                        |
| 2-6-2022                                                               | Radès                                                                  | Tunisia                                                                | 4 – 0                                                                  | Guinea Equatoriale                                                     | Qual. Coppa d'Africa 2023                                              | -                                                                      |                                                                        |
| 5-6-2022                                                               | Francistown                                                            | Botswana                                                               | 0 – 0                                                                  | Tunisia                                                                | Qual. Coppa d'Africa 2023                                              | -                                                                      |                                                                        |
| 10-6-2022                                                              | Kobe                                                                   | Cile                                                                   | 0 – 2                                                                  | Tunisia                                                                | Kirin Cup                                                              | -                                                                      |                                                                        |
| 14-6-2022                                                              | Suita                                                                  | Giappone                                                               | 0 – 3                                                                  | Tunisia                                                                | Amichevole                                                             | -                                                                      |                                                                        |
| 22-9-2022                                                              | Orléans                                                                | Comore                                                                 | 0 – 1                                                                  | Tunisia                                                                | Amichevole                                                             | -                                                                      |                                                                        |
| 27-9-2022                                                              | Parigi                                                                 | Brasile                                                                | 5 – 1                                                                  | Tunisia                                                                | Amichevole                                                             | -                                                                      | 27’ 90’                                                                |
| 16-11-2022                                                             | Al Rayyan                                                              | Tunisia                                                                | 2 – 0                                                                  | Iran                                                                   | Amichevole                                                             | -                                                                      |                                                                        |
| 22-11-2022                                                             | Al Rayyan                                                              | Danimarca                                                              | 0 – 0                                                                  | Tunisia                                                                | Mondiali 2022 - 1º turno                                               | -                                                                      | 88’                                                                    |
| 26-11-2022                                                             | Al Wakrah                                                              | Tunisia                                                                | 0 – 1                                                                  | Australia                                                              | Mondiali 2022 - 1º turno                                               | -                                                                      | 67’                                                                    |
| 30-11-2022                                                             | Al Rayyan                                                              | Tunisia                                                                | 1 – 0                                                                  | Francia                                                                | Mondiali 2022 - 1º turno                                               | -                                                                      |                                                                        |
| 24-3-2023                                                              | Radès                                                                  | Tunisia                                                                | 3 – 0                                                                  | Libia                                                                  | Qual. Coppa d'Africa 2023                                              | -                                                                      |                                                                        |
| 28-3-2023                                                              | Bengasi                                                                | Libia                                                                  | 0 – 1                                                                  | Tunisia                                                                | Qual. Coppa d'Africa 2023                                              | -                                                                      |                                                                        |
| 17-6-2023                                                              | Malabo                                                                 | Guinea Equatoriale                                                     | 1 – 0                                                                  | Tunisia                                                                | Qual. Coppa d'Africa 2023                                              | -                                                                      |                                                                        |
| 20-6-2023                                                              | Annaba                                                                 | Algeria                                                                | 1 – 1                                                                  | Tunisia                                                                | Amichevole                                                             | -                                                                      |                                                                        |
| 7-9-2023                                                               | Radès                                                                  | Tunisia                                                                | 3 – 0                                                                  | Botswana                                                               | Qual. Coppa d'Africa 2023                                              | -                                                                      | 76’                                                                    |
| 12-9-2023                                                              | Il Cairo                                                               | Egitto                                                                 | 1 – 3                                                                  | Tunisia                                                                | Amichevole                                                             | 1                                                                      | 33’                                                                    |
| 13-10-2023                                                             | Seul                                                                   | Corea del Sud                                                          | 4 – 0                                                                  | Tunisia                                                                | Amichevole                                                             | -                                                                      | 72’                                                                    |
| 17-10-2023                                                             | Kōbe                                                                   | Giappone                                                               | 2 – 0                                                                  | Tunisia                                                                | Amichevole                                                             | -                                                                      | 46’                                                                    |
| 17-11-2023                                                             | Radès                                                                  | Tunisia                                                                | 4 – 0                                                                  | São Tomé e Príncipe                                                    | Qual. Mondiali 2026                                                    | -                                                                      | 72’                                                                    |
| 21-11-2023                                                             | Lilongwe                                                               | Malawi                                                                 | 0 – 1                                                                  | Tunisia                                                                | Qual. Mondiali 2026                                                    | -                                                                      | 65’                                                                    |
| 6-1-2024                                                               | Radès                                                                  | Tunisia                                                                | 0 – 0                                                                  | Mauritania                                                             | Amichevole                                                             | -                                                                      | 84’                                                                    |
| 10-1-2024                                                              | Radès                                                                  | Tunisia                                                                | 2 – 0                                                                  | Capo Verde                                                             | Amichevole                                                             | -                                                                      | 64’                                                                    |
| 16-1-2024                                                              | Korhogo                                                                | Tunisia                                                                | 0 – 1                                                                  | Namibia                                                                | Coppa d'Africa 2023 - 1º turno                                         | -                                                                      | 46’                                                                    |
| 20-1-2024                                                              | Korhogo                                                                | Tunisia                                                                | 1 – 1                                                                  | Mali                                                                   | Coppa d'Africa 2023 - 1º turno                                         | -                                                                      | 90+8’                                                                  |
| 24-1-2024                                                              | Korhogo                                                                | Sudafrica                                                              | 0 – 0                                                                  | Tunisia                                                                | Coppa d'Africa 2023 - 1º turno                                         | -                                                                      |                                                                        |
| 23-3-2024                                                              | Il Cairo                                                               | Tunisia                                                                | 0 – 0 (4 – 5 dtr)                                                      | Croazia                                                                | Amichevole                                                             | -                                                                      | cap.                                                                   |
| 26-3-2024                                                              | Il Cairo                                                               | Nuova Zelanda                                                          | 0 – 0 (2 – 4 dtr)                                                      | Tunisia                                                                | Amichevole                                                             | -                                                                      | cap.                                                                   |
| 5-6-2024                                                               | Tunisi                                                                 | Tunisia                                                                | 1 – 0                                                                  | Guinea Equatoriale                                                     | Qual. Mondiali 2026                                                    | -                                                                      | 25’ 36’                                                                |
| 5-9-2024                                                               | Radès                                                                  | Tunisia                                                                | 1 – 0                                                                  | Madagascar                                                             | Qual. Coppa d'Africa 2025                                              | -                                                                      | 87’                                                                    |
| 8-9-2024                                                               | Bakau                                                                  | Gambia                                                                 | 1 – 2                                                                  | Tunisia                                                                | Qual. Coppa d'Africa 2025                                              | -                                                                      |                                                                        |
| 11-10-2024                                                             | Radès                                                                  | Tunisia                                                                | 0 – 1                                                                  | Comore                                                                 | Qual. Coppa d'Africa 2025                                              | -                                                                      | 90+2’                                                                  |
| 15-10-2024                                                             | Abidjan                                                                | Comore                                                                 | 1 – 1                                                                  | Tunisia                                                                | Qual. Coppa d'Africa 2025                                              | -                                                                      |                                                                        |
| 14-11-2024                                                             | Pretoria                                                               | Madagascar                                                             | 2 – 3                                                                  | Tunisia                                                                | Qual. Coppa d'Africa 2025                                              | -                                                                      |                                                                        |
| 18-11-2024                                                             | Tunisi                                                                 | Tunisia                                                                | 0 – 1                                                                  | Gambia                                                                 | Qual. Coppa d'Africa 2025                                              | -                                                                      |                                                                        |
| 19-3-2025                                                              | Monrovia                                                               | Liberia                                                                | 0 – 1                                                                  | Tunisia                                                                | Qual. Mondiali 2026                                                    | -                                                                      |                                                                        |
| 24-3-2025                                                              | Radès                                                                  | Tunisia                                                                | 2 – 0                                                                  | Malawi                                                                 | Qual. Mondiali 2026                                                    | -                                                                      |                                                                        |
| 2-6-2025                                                               | Radès                                                                  | Tunisia                                                                | 2 – 0                                                                  | Burkina Faso                                                           | Amichevole                                                             | -                                                                      | 80’                                                                    |
| 6-6-2025                                                               | Fès                                                                    | Marocco                                                                | 2 – 0                                                                  | Tunisia                                                                | Amichevole                                                             | -                                                                      | 87’                                                                    |
| Totale                                                                 |                                                                        | Presenze                                                               | 56                                                                     |                                                                        | Reti                                                                   | 2                                                                      |                                                                        |

## Palmarès

### Club

#### Competizioni nazionali
- Campionato ungherese: 2

Ferencváros: 2020-2021, 2021-2022
- Coppa d'Ungheria: 1

Ferencváros: 2021-2022